# Scarlxrd
Мариус Лукас-Антонио Листроп (англ. Marius Lucas-Antonio Listhrop, 19 июня 1994, Вулвергемптон, Великобритания), более известный как Scarlxrd [skɑː lɔːd] — британский трэп-метал-исполнитель. В юности Мариус играл в ню-метал-группе Myth City и был её фронтменом. C 2016 года начал сольную карьеру как Scarlxrd. Его музыка характеризуется агрессивным звучанием с влияниями трэпа и метала; в качестве вокала, помимо стандартного, для хип-хопа, рэпа, используется скриминг.
Стал известен после выхода в 2017 году музыкального клипа на сингл «Heart Attack», привлёкшего значительное внимание и, по состоянию на ноябрь 2023 года, набравшего 104 миллиона просмотров на YouTube.

## Биография

### Детство
Мариус родился 19 июня 1994 года в Вулвергемптон, Великобритания. С самого рождения Мариусу была близка музыка, он увлекался битбоксом и танцами. Также Мариус играл на нескольких музыкальных инструментах. У Мариуса также есть родной брат Акон Ванлисс, являющийся профессиональным боксёром.

### Карьера видеоблогера
Прежде чем стать музыкантом, Листроп был видеоблогером на YouTube под псевдонимом «Mazzi Maz». На этот шаг он решился когда у его матери начались проблемы с деньгами. За небольшое время он набрал больше 100 тысяч подписчиков, а через несколько месяцев, цифра подписчиков на его канале стала больше 800 тысяч. Когда начал увлекаться музыкой, то он скрыл все видеоролики.

### Карьера музыканта
Затем он занял место вокалиста в рок-группе Myth City. Будучи в коллективе, Мариус увлекся творчеством Linkin Park и Мэрилина Мэнсона. В течение двух лет Мариус и его группа проводила различные туры по всей Великобритании. В итоге Мариус решился на сольную карьеру, вследствие чего покинул группу. Первый его релиз Sxurce Xne был выпущен в 2016 году под псевдонимом Scarlxrd. В июле того же года он выпустил альбом под названием Savixur. В июле вышел релиз — Annx Dxmini. В августе было выложено два микстейпа — Rxse и lxrd.
В 2017-м году он выпускает релиз под названием Chaxsthexry. Трек под названием «Heart Attack» — который стал очень популярен и собрал на YouTube больше 100 млн просмотров, принёс Мариусу успех. Осенью того же года вышел релиз Lxrdszn. На композиции «Heart Attack», «Lies Yxu Tell», «Chain$Aw», «The Purge», «DeathPunch», «6 Feet», «King, Scar» и «Bands» сняты видеоролики.
Весной 2018 года Мариус принял участие в записи песни «Up NXW» для альбома Carnage, Battered Bruised & Bloody.
4 мая 2018 года Мариус выпускает новый альбом Dxxm.
В марте 2019 исполнитель выпустил новый альбом под названием Infinity, в который вошли 12 треков, 5 из которых уже были выпущены ранее в качестве синглов.
4 октября 2019 года Мариус выпускает новый альбом Immxrtalisatixn, состоящий из 24 треков.
13 декабря 2019 года Листроп выпускает новый альбом Acquired Taste: Vxl. 1. В него вошли 18 треков.
14 февраля 2020 Мариус назвал дату выхода нового альбома — 28 февраля. 28 февраля 2020 года музыкант выпустил альбом SCARHXURS, содержащий 18 треков.
26 июня 2020 Мариус выпускает альбом Fantasy Vxid. В него вошло 22 трека.
5 февраля 2021 Мариус выпускает альбом Dxxm II, состоящий из 21 трека, 3 из которых вышли ранее в качестве синглов[какие?].
29 октября 2021 Листроп выпускает новый альбом DeadRising. В него вошёл 21 трек.
13 мая 2022 Листроп выпускает альбом Acquired Taste: Vxl. 2, что является сиквелом его альбома Acquired Taste: Vxl. 1.
28 октября 2022 Мариус выпускает совместный альбом с Kordhell под названием Psychx. В него вошло 10 треков, 2 из которых вышли ранее в качестве синглов.
21 июля 2023 Мариус выпускает альбом Made In Hell, состоящий из 9 треков, 2 из которых вышли ранее в качестве синглов.
2 мая 2025 Мариус выпускает альбом TRAPLXRD, состоящий из 14 треков.

## Личная жизнь
Мариус является атеистом. Рассказывая сайту Genius о песне «6 Feet», он заявил, что жизни после смерти не существует: «Мы можем придумывать все эти сказки, чтобы почувствовать себя лучше, но когда вы видите, как кто-то умирает, он обмякает, бьётся о землю и всё. Он не встаёт. Мы его хороним. Проделываем дырку в долбаной грязи. Это рай». В отношениях с моделью Gina Savage.

## Дискография

### Студийные альбомы
| Название               | Детали | Высшая позиция в чартах |
| Название               | Детали | BG                      |
| ---------------------- | --- | ----------------------- |
| スカー藩主             | - Релиз: 21 октября 2016 - Лейбл: Lxrd Records - Формат: Цифровая загрузка                                                     | —                       |
| Rxse                   | - Релиз: 9 декабря 2016 - Лейбл: Lxrd Records - Формат: Цифровая загрузка                                                      | —                       |
| Cabin Fever            | - Релиз: 1 апреля 2017 - Лейбл: Lxrd Records - Формат: Цифровая загрузка                                                       | —                       |
| Chaxsthexry            | - Релиз: 1 апреля 2017 - Лейбл: Lxrd Records - Формат: Цифровая загрузка                                                       | —                       |
| Lxrdszn                | - Релиз: 29 сентября 2017 - Лейбл: Lxrd Records - Формат: Цифровая загрузка                                                    | —                       |
| Dxxm                   | - Релиз: 4 мая 2018 - Лейбл: Island Records, Lxrd Records и Universal Music Group - Формат: CD, LP, кассета, цифровая загрузка | 180                     |
| Infinity               | - Релиз: 15 марта 2019 - Лейбл: Island Records, Lxrd Records - Формат: CD, LP, кассета, цифровая загрузка                      | 163                     |
| Immxrtalisatixn        | - Релиз: 4 октября 2019 - Лейбл: Island Records, Lxrd Records - Формат: CD, LP, кассета, цифровая загрузка                     | —                       |
| Acquired Taste: Vxl. 1 | - Релиз: 13 декабря 2019 - Лейбл: Island Records, Lxrd Records - Формат: Цифровая загрузка                                     | —                       |
| Scarhxurs              | - Релиз: 28 февраля 2020 - Лейбл: Island Records, Lxrd Records - Формат: Цифровая загрузка                                     | —                       |
| Fantasy Vxid           | - Релиз: 12 июня 2020 - Лейбл: Island Records, Lxrd Records - Формат: Цифровая загрузка                                        | —                       |
| Dxxm II                | - Релиз: 5 февраля 2021 - Лейбл: Lxrd Records - Формат: Цифровая загрузка                                                      | —                       |
| DeadRising             | - Релиз: 29 октября 2021 - Лейбл: Lxrd Records - Формат: Цифровая загрузка                                                     |                         |
| Acquired Taste: Vxl. 2 | - Релиз: 13 мая 2022 - Лейбл: Lxrd Records - Формат: Цифровая загрузка                                                         | —                       |
| Made In Hell           | - Релиз: 21 июля 2023 - Лейбл: Lxrd Records - Формат: Цифровая загрузка                                                        |                         |

### Совместные альбомы
| Название                      | Детали                                                                                               |
| ----------------------------- | --- |
| Psychx (совместно с Kordhell) | - Релиз: 28 октября 2022 - Лейбл: Lxrd Records, Black 17 Media - Формат: Цифровая загрузка, стриминг |

### Мини-альбомы
| Название                 | Детали                                                                                  |
| ------------------------ | --------------------------------------------------------------------------------------- |
| Thrxwaways As Prxmised   | - Релиз: 4 октября 2019 - Формат: Цифровая загрузка, стриминг                           |
| FantastyVxid; Intrx      | - Релиз: 15 мая 2020 - Лейбл: Scarlxrd Limited - Формат: Цифровая загрузка, стриминг    |
| FantasyVxid; Spring      | - Релиз: 22 мая 2020 - Лейбл: Scarlxrd Limited - Формат: Цифровая загрузка, стриминг    |
| FantasyVxid; Autumn      | - Релиз: 29 мая 2020 - Лейбл: Scarlxrd Limited - Формат: Цифровая загрузка, стриминг    |
| FantasyVxid; Winter      | - Релиз: 5 июня 2020 - Лейбл: Scarlxrd Limited - Формат: Цифровая загрузка, стриминг    |
| FantasyVxid; Summer      | - Релиз: 11 июня 2020 - Лейбл: Scarlxrd Limited - Формат: Цифровая загрузка, стриминг   |
| ATV2. ACT I: GENESIS.    | - Релиз: 15 апреля 2020 - Лейбл: Scarlxrd Limited - Формат: Цифровая загрузка, стриминг |
| ATV2. ACT II: SEVERANCE. | - Релиз: 22 апреля 2022 - Лейбл: Scarlxrd Limited - Формат: Цифровая загрузка, стриминг |
| ATV2. ACT III: CXNFLICT. | - Релиз: 29 апреля 2022 - Лейбл: Scarlxrd Limited - Формат: Цифровая загрузка, стриминг |
| ATV2. ACT IV: PRXMISE.   | - Релиз: 6 мая 2022 - Лейбл: Scarlxrd Limited - Формат: Цифровая загрузка, стриминг     |
| LxlWut?                  | - Релиз: 20 мая 2022 - Лейбл: Scarlxrd Limited - Формат: Цифровая загрузка, стриминг    |

### Совместные мини-альбомы
| Название                          | Детали                                                      |
| --------------------------------- | ----------------------------------------------------------- |
| LXRDMAGE (совместно с Ghostemane) | - Релиз: 30 июля 2021 - Формат: Цифровая загрузка, стриминг |

### Синглы
- «Colourless.» (2013)
- «LXXK DEAD.» (2018)
- «UP NXW.» (2018)
- «SUNDAY AFTERNXXN» (2018)
- «TELL ME YXU LXVE ME» (2018)
- «I NEED SPACE» (2018)
- «MAD MAN» (2018)
- «EVERYTHING IS FINE» (2018)
- «PARANXID» (2018)
- «0000.SICK.» (2018)
- «the label is deff gxn delete this xne hahaha» (2020)
- «mxxd» (2020)
- «Dxing Me.» (2021)
- «Mxrbid.» (2021)
- «Hate Me Then.» (2021)
- «Wake Up.» (2021)
- «Earache.» (2021)
- «Real Talk.» (2021)
- «False Hxpe.» (2021)
- «Yxu Knxw What I’m Like.» (2021)
- «Grind.» (2021)
- «Twx Txne.» (2021)
- «Cant Stxp.» feat. Lil Darkie (2021)
- «Bible Black» (2021)
- «Yujirx’s Theme» (2021)
- «Miss Me?» (2022)
- «Like Yxu Wxuld Knxw (Autumn Trees)» feat. CORPSE, Kordhell (2022)
- «Like Yxu Wxuld Knxw (Autumn Trees) Slowed & Reverb» feat. CORPSE, Kordhell (2022)
- «Always Want Me» feat. DVRST (2022)
- «Dxminxs» feat. TWISTED (2022)
- «My Pain.» feat. KUTE (2022)
- «FXRGET MY NAME» feat. KUTE (2023)
- «DXN'T LXSE.» feat. Moondeity (2023)
- «Atxmic-Bxmb» (2023)
- «Feel Wxrthless?» (2023)
- «Mercy Killing» feat. Pendulum (2023)
- «harmful» feat. MUPP (2023)
- «Eyes Wide Xpen» feat. Kayzo (2024)
- «running xut xf dxubt» feat. Øneheart (2025)
- «Ultra Egx Vegeta» (2025)

### Гостевые участия
- Zoda — «NO / WAY» (2016)
- MUPPY — «ERRXR» (2017)
- MUPPY — «BREAKDXWN» (2018)
- Trippie Redd, ZillaKami — «DEAD DESERT» (2021)
- KILLY — «PYRO» (Remix) (2021)
- MUPPY — «2 WAYS TO DIE» (2021)
- Ghostemane при участии Issa Gold, Ho99o9, Angel Du$t, Juicy J — «Mercury: Retrograde» (Remix) (2022)
- Kordhell, CORPSE — «Misa Misa» (2022)
- MARAUDA, SCARLXRD — HEAVE (2022)
- Sadfriendd, MUPP — «fake!» (2023)